# 激昂がんぼ
『激昂がんぼ』（ブチギレがんぼ）は、原作：田島隆、作画：東風孝広による日本の漫画作品。『イブニング』（講談社）にて2009年21号から2013年19号まで連載された。単行本は全8巻。
前作『極悪がんぼ』の続編であり、続編『がんぼ ナニワ悪道編』に続くシリーズ2作目。

## 概要
『極悪がんぼ』のラストより3年後の広島が舞台。登場人物の多くは前作から引き継がれており、主人公の神崎は大きく成長して広島ではやり手の事件屋兼フィクサーとなった。それに加え今作から新たにもう1人の主人公として「二宮亮」というキャリア官僚の新キャラクターが登場。この表と裏の相反する世界の2人を軸に、国家主導の開発計画に関する補助金や省庁の縄張り争い等、前作よりスケールアップした題材を取り扱うようになった。

## 主な登場人物
神崎守（かんざき まもる）
本作の主人公。『極悪がんぼ』より引き続き登場。表向きは神崎シークレットサービスの代表だが、広島の裏業界では有力な事件屋で売り出し中の若きフィクサー。前作の半ヨゴレでチンピラだった頃のイメージは一新されており、髪型も変わり様相や顔付きがワイルドになっている。行動も常にクールで的確に先読みをし、利権を得る為に数千万～億単位の金をも動かすなど、前作から3年の間に大きく成長した跡が見られる。
前作終盤に手にした「政」「官」「財」の足場を活かして政治と利権に食い込み、他が手をつけないような危ないヤマもこなすなど、他の事件屋からも一目置かれる存在となっている。また前作では散々煮え湯を飲まされた冬月をパシリ同然で使うようになっているなど、下克上な展開も多い。事件屋としての人脈を生かし、広島県で地場勢No.2の建設会社の跳前建設の社外取締役にも就任しており、その肩書を利用した活動も多い。 一方では自分が自殺に追い込んだ債務者の家族を気遣い、後述の二宮に県庁内での補助金給付の口利きを頼んだりするなど本来持っている優しい面も見せる。
二宮亮（にのみや りょう）
もう1人の本作の主人公。地方の二流国立大学出身のキャリア官僚であり、神崎の対になる表の存在のキャラクターとして設定されている。本籍は総務省自治行政局の所属だが、現在は広島県庁に出向中。キャリアの出世競争において、自身の出身大学が地方の二流国立大学であることに強いコンプレックスを感じており、東京大学や京都大学などの一流国立大学出身の同期生達に遅れを取っているという意識が強い。
親に捨てられた過去を持ち、自分を引き取って育てた親戚である義母はスナックを経営しているが、経営が苦しく運転資金を借りるための保証人になるよう事あるごとにせがまれるため、実の子でもないのにここまで育てたと恩に着せる義母を嫌っており、荒んだ親子関係となっている。
芸南市の港湾開発を巡って、開発を積極的に推進する国土交通省と、予算の膨張を避けたい消極的な姿勢の総務省の中央の縄張り争いの際に、総務省の上司の木下からの密命で港湾開発阻止の妨害工作を命じられる。そんな折、義母の店の借金（手形）を巡る問題で神崎と知り合い、彼の裏の業界の手口を上手く利用してその密命を果たした。その後、神崎とは形式上は友人関係となり、彼とはつかず離れずの付き合いを続けることになる。
その後は二流の地方大卒で地元へ転出された身であることや、ヒルのように依存する義母を抱える自ら環境を鑑みて、この先はまっとうな道を進んでも出世の芽は無いと判断。自身の出世の芽を掴む為、地元の裏業界の有力な事件屋である神崎との協力関係を持つことを決意する。その後一時は本省への復帰が内定したものの、総務省上層部の派閥抗争で自らの上司が左遷されたことによりその割を食って、本省復帰を取り消されて四国の愛媛県庁への左遷という内々示が出てしまう。二宮は再び出世コースに戻るため、正式な辞令が出るまでに神崎と金子の力を借り巻き返し工作を図る。
金子千秋（かねこ ちあき）
『極悪がんぼ』より引き続き登場。前作終盤で市会議員選挙に当選後、芸南市議会議員として神崎の政界工作の窓口となり活動中。一方では政界でのライバルからの妨害をはねのけるために神崎を利用するなど、相変わらず神崎とは持ちつ持たれつの関係を続けている。様相は前作強面なイメージから、黒髪にメガネになるなど政治家らしく変わり、できるだけ裏の手口を使わずに表の業界のルールで事を進めようとする時もあるなど、前作と比べかなり温和かつ常識的なキャラになったとも言える。
古市和磨（ふるいち かずま）
『極悪がんぼ』より引き続き登場。神崎シークレットサービスに所属しており、神崎の右腕的な部下として仕事をサポートしている。一方で独自に手形回収などのシノギもこなしたりと、バリバリの事件屋として通ってきたと神崎に認められるようになった。
冬月啓（ふゆつき ひらく）
『極悪がんぼ』より引き続き登場。秦秘密探偵事務所に勤める事件屋の1人。前作のクールさや知性は鳴りを潜め、神崎にパシリの仕事で使われるなど、今作は下克上な展開となっている。前作の後半から見られた弱体化は更に著しく、自分を「かつての大物事件屋の金魚のフン」と自称しており、今の己の立ち位置は弁え行動しているようである。しかしながら、元警察キャリアの経歴を活かして未だに県警にはコネが効くなどそれなりの存在感は示している。様相はオールバックの短髪になりメガネを常にかけており、前作よりやや老けた印象となっている。
夏目大作（なつめ だいさく）
『極悪がんぼ』より引き続き登場。秦秘密探偵事務所に勤める事件屋の1人。他のキャラクターの変化が著しい今作の中で、唯一彼だけは前作と様相も立ち位置もほとんど変わっておらず、マイペースを貫いている。今作では神崎から依頼を受けて行動したり、豊富な人脈を活かして人材を紹介したりする。後にイメチェンと称して髪型を変えた。
秦光浩（はた みつひろ）
『極悪がんぼ』より引き続き登場。秦秘密探偵事務所の所長。前作と同様隠然たる力を持っているが、自身の安全を確保するために連絡も大阪の某所から代理人を通じて行い、ここ2～3年は広島へは姿を見せていないという。その後、大阪編にて再登場。
最終章にて、その正体が公安のエスであったことが発覚する。大学紛争において直接行動路線で知られた極左セクトのリーダーであり、警察や民族派と血みどろの死闘を繰り広げていた。その後公安に逮捕され拷問を受けながらも抵抗を続けていたが、かつて学生時代に秦と血みどろの死闘を繰り広げた警察キャリアが提案した「公安のエスとなり仲間を売れば釈放する」という取引を受け入れる。その後も公安のエスとしてその情報を受け取り、かつ売りながら裏世界のフィクサーとしてのしあがっていたが、胸の奥には常に裏切ってしまった仲間たちのことが残っており、公安に協力するたびに胸を痛めていた結果、公安側の人間とは思えないほどの極度な公安恐怖症になってしまった。
大阪編にて神崎・二宮・三村らと対峙し彼らに牙を剥かれたことで自身もあらゆる手段を用いてこれを潰そうとするが、既に体力と共に隠然たる影響力も衰えていた身では彼らの全力を使った表と裏の工作に抗しきれず、懇意のヤクザはおろか警察庁と総務省からもあっさりと切り捨てられる。全てを失った後「自分の原点は学生時代にあった」ことを悟り、学生服を着て霞ヶ関の中央合同庁舎第2号館に乗り込むと、今まで秦を徹底的に利用して出世街道を邁進し、警察庁長官を経て有力政治家にまで成り上がった警察キャリアの目の前で自刃した。
秦と警察キャリアの関係は、神崎と二宮の関係との対比となっている。
寺本宏一（てらもと こういち）
国交省より出向してきた国土交通省 中国地方整備局課長。芸南市の港湾開発プロジェクト遂行の為の、中央のお目付け役として特命を受け広島に出向。東大卒のキャリアで頭もそこそこにキレて仕事もできるが、自分に何らかの責任がかぶさると仮病を使って雲隠れする癖があり、そのため大都市には出向できずに地方回りに追いやられている。総務省側で自分より学歴が格下の二宮をことあるごとに挑発攻撃してくるが、神崎の協力を得た二宮の策略により足をすくわれプロジェクトは凍結する。
三村治（みむら おさむ）
表向きは不動産業を営む大阪を拠点に活動する事件屋。冬月と手がけるM資金詐欺の絵図を乗っ取ろうとする、神崎達の動きを阻止する為に広島にやって来た。冬月よりも力関係は上らしく、様相は昔の神崎（前作『極悪がんぼ』の頃）に似ている。
跳前賢二（はねまえ けんじ）
広島県内の地場勢No.2の大手建設会社の常務。ただ、創業一族ということからの肩書きなので社内での発言力は弱い。業界の会合で暮田餅から神崎を紹介されて以来、神崎にはなにかと世話を焼いてもらう関係となり、酒に酔って高級クラブで暴れた際の損害賠償の5千万円を神崎に肩代わりしてもらった。神崎を跳前建設の社外取締役として迎え、社長に就任の際には共同経営にあたるという密約を交わしている。
暮田餅（ぼたもち）
前作終盤から引き続き登場の芸南市内で建設業を営む土建会社の社長。前作終盤で神崎に助けられて以来、強い恩義を感じており、神崎の有力なスポンサーとして尽力している。神崎のはからいで暮田餅建設は跳前建設の一次下請けになる。また、前述の神崎と跳前賢二との密約により、跳前賢二が社長に就任の際には、跳前建設の専務取締役への就任を神崎に推薦されている。
尾手盛（おてもり）
前作終盤から引き続き登場の芸南市役所の都市計画課長。今作でも官僚の立場から神崎をバックアップしている。
田中
総務省自治行政局長。木下と二宮の上司であり、芸南市での再開発計画を潰すために、木下を通じて二宮に特命を命じた人物。いわゆる次官レースに敗れ、次回の人事で総務省を退官したが、木下を通じて自身の影響力を残そうとしている。
木下藤吉郎（きのした とうきちろう）
総務省自治行政局の局部長。田中の派閥に属している。二宮の上司。彼を出世コースに乗せることを餌にして、二宮に前述の特命を与える。若手官僚を手なずけたり、政治家と頻繁に交流するなど、省内での発言力を増しており、上司である田中から警戒されていた。田中の局長レース敗退に伴い、自身も本省から外されて総務省の外郭団体に左遷されるはずであったが、神崎と二宮の活躍により辛くも難を逃れる。その後、自治行政局の局長に就任するが、「有能すぎる部下」と判断した二宮に寝首をかかれることを警戒した木下は、本省に戻すという二宮との約束を反故にして広島県庁に留め置くなどした。その後も二宮に出世を餌に特命を与えて、総務省絡みの裏工作などを行わせる。木下曰く二宮とは「一蓮托生」であり、最初は彼を警戒していたものの、同期や神崎との人脈を武器に特命をこなしていく二宮を次第に信用・信頼するようになる。
大外
総務省大臣官房長。次期財政局長に内定している。局長レースに際して後輩だった三鷹にクーデターを起こされた際に、逆上した大外は会議中に机を蹴り飛ばすなど、怒りに任せて暴れてしまい、事務次官や同僚・部下からの信頼や、省内での立場を失う。
二股（にまた）
総務省大臣官房審議官（自治行政局担当）。大外の派閥に属している。大外の財政局長就任に伴い、同期でライバルの木下を飛ばして次期行政局長になる内示を受けていたが、過去に派手な官官接待や身内企業への利益供与を行っており、それを嗅ぎ付けた神崎と二宮の謀略と大外の実質失脚により、行政局長への道を絶たれる。自身の将来に絶望した二股は、ヤケを起こして歌舞伎町で泥酔するまで深酒して店の前で大騒ぎしていたところ、パトロール中の警察官に保護されそうになるが、その際に逆上して暴れ、挙げ句に脳梗塞を起こして緊急搬送されて入院。職場復帰は絶望的なほど症状は深刻で、勇退することになると目されている。
三鷹
総務省自治税務局長。大外とは大学の先輩後輩の関係。大外の良き部下としての立ち位置で出世してきたが、大外の次官レースに際し、神崎の策略に乗せられてクーデターを起こす。幹部会議にて大外との下克上に成功した三鷹は、以後省内で強い発言権を持つようになる。
下垣（しもがき）
総務事務次官。臆病なだけで次官まで上り詰めたと揶揄される人物。大外を次期財政局長に指名するが、警察関係者から大外の子飼である二股のスキャンダルを嗅ぎ付けてからは、今までの態度を一変させて大外に対して厳しい態度で接するようになる。最終的には大外の面子をつぶす形で二股の行政局長就任に反対した。
江良（えら）
高倉
総務省の局長。
嶺美奈子（みね みなこ）
女事件屋。

## 書誌情報
- 原作：田島隆、作画：東風孝広『激昂がんぼ』講談社〈イブニングKC〉、全8巻
  1. 2010年4月23日発売[3]、ISBN 978-4-06-352302-7
  2. 2010年10月22日発売[4]、ISBN 978-4-06-352330-0
  3. 2011年4月22日発売[5]、ISBN 978-4-06-352362-1
  4. 2011年10月21日発売[6]、ISBN 978-4-06-352386-7
  5. 2012年3月23日発売[7]、ISBN 978-4-06-352413-0
  6. 2012年10月23日発売[8]、ISBN 978-4-06-352439-0
  7. 2013年4月23日発売[9]、ISBN 978-4-06-352457-4
  8. 2013年10月23日発売[10]、ISBN 978-4-06-352484-0